# Patinação de velocidade em pista curta nos Jogos Olímpicos
A patinação de velocidade em pista curta é esporte olímpico desde os Jogos de 1992, em Albertville, França. Antes disso, foi esporte demonstração nos Jogos de 1988, em Calgary, Canadá.
O esporte é dominado por equipes da Ásia e da América do Norte, nomeadamente Coreia do Sul, China, Canadá e Estados Unidos da América.

## Eventos
• = evento oficial , d = demonstração
| Event                        | 88 | 92 | 94 | 98 | 02 | 06 | 10 | 14 | 18 | 22 |
| ---------------------------- | -- | -- | -- | -- | -- | -- | -- | -- | -- | -- |
| 500 m masculino              | d  |    | •  | •  | •  | •  | •  | •  | •  | •  |
| 1000 m masculino             | d  | •  | •  | •  | •  | •  | •  | •  | •  | •  |
| 1500 m masculino             | d  |    |    |    | •  | •  | •  | •  | •  | •  |
| 3000 m masculino             | d  |    |    |    |    |    |    |    |    |    |
| Revezamento 5000 m masculino | d  | •  | •  | •  | •  | •  | •  | •  | •  | •  |
| 500 m feminino               | d  | •  | •  | •  | •  | •  | •  | •  | •  | •  |
| 1000 m feminino              | d  |    | •  | •  | •  | •  | •  | •  | •  | •  |
| 1500 m feminino              | d  |    |    |    | •  | •  | •  | •  | •  | •  |
| 3000 m feminino              | d  |    |    |    |    |    |    |    |    |    |
| Revezamento 3000 m feminino  | d  | •  | •  | •  | •  | •  | •  | •  | •  | •  |
| Revezamento 2000 m misto     |    |    |    |    |    |    |    |    |    | •  |
|                              |    |    |    |    |    |    |    |    |    |    |
| Total                        | 10 | 4  | 6  | 6  | 8  | 8  | 8  | 8  | 8  | 9  |

## Quadro geral de medalhas
| Ordem | País                            | Medalha de ouro | Medalha de prata | Medalha de bronze |    |
| ----- | ------------------------------- | --------------- | ---------------- | ----------------- | -- |
| 1     | KOR Coreia do Sul               | 26              | 16               | 11                | 53 |
| 2     | CHN China                       | 12              | 16               | 9                 | 37 |
| 3     | CAN Canadá                      | 10              | 13               | 14                | 37 |
| 4     | USA Estados Unidos              | 4               | 7                | 9                 | 20 |
| 5     | ITA Itália                      | 3               | 6                | 6                 | 15 |
| 6     | NED Países Baixos               | 3               | 3                | 3                 | 9  |
| 7     | RUS Rússia                      | 3               | 1                | 1                 | 5  |
| 8     | HUN Hungria                     | 2               |                  | 2                 | 4  |
| 9     | JPN Japão                       | 1               |                  | 2                 | 3  |
| 10    | AUS Austrália                   | 1               |                  | 1                 | 2  |
| 11    | BUL Bulgária                    |                 | 2                | 1                 | 3  |
| 12    | ROC                             |                 | 1                | 1                 | 2  |
| 13    | OAR Atletas Olímpicos da Rússia |                 |                  | 1                 | 1  |
|       | BEL Bélgica                     |                 |                  | 1                 | 1  |
|       | PRK Coreia do Norte             |                 |                  | 1                 | 1  |
|       | EUN Equipa Unificada            |                 |                  | 1                 | 1  |
|       | GBR Grã-Bretanha                |                 |                  | 1                 | 1  |